# Deutscher Landfrauenverband

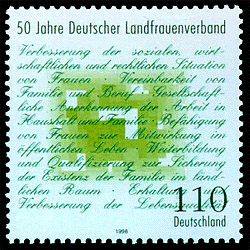
50 Jahre Deutscher Landfrauenverband: Deutsche Briefmarke von 1998

Der Deutsche Landfrauenverband (dlv) (Eigenschreibweise Deutscher LandFrauenverband) ist ein bundesweiter Verband von und für Frauen im ländlichen Raum. Er wurde am 20. Oktober 1948 gegründet. Die Biene ist das Wappentier des Verbandes.

## Ziele und Aktivitäten
Der Deutsche LandFrauenverband setzt sich für „die berufsständischen Interessen der Bäuerinnen und die Verbesserung der sozialen, wirtschaftlichen und rechtlichen Situation von Frauen sowie für die Vereinbarkeit von Familie und Beruf“ ein. Früher waren hauptsächlich Frauen, die einen direkten Bezug zur Landwirtschaft hatten, Mitglied bei den Landfrauen. Weil das Berufsbild der „Bäuerin“ immer seltener geworden ist, finden sich heute Frauen aus allen Berufen und Altersklassen unter den Landfrauen.
Der Deutsche Landfrauenverband ist der Dachverband von 22 Landfrauen-Landesverbänden, deren Mitglieder sich wiederum aus Kreis- und Ortsvereinen zusammensetzen. Insgesamt knapp 450.000 Frauen sind durch diese Struktur Mitglied im dlv. Der Dachverband wird von einem ehrenamtlichen Präsidium geleitet, welches alle vier Jahre von der Bundesversammlung gewählt wird. Die hauptamtlich geführte Bundesgeschäftsstelle hat ihren Sitz in Berlin.
Der Deutsche Landfrauenverband wiederum ist Mitglied in verschiedenen agrarpolitischen Zusammenschlüssen sowie frauenpolitischen Organisationen und Netzwerken, wie dem Deutschen Frauenrat, der Berliner Erklärung oder der Initiative Digital für alle.
Der dlv ist die größte politische Interessenvertretung für Frauen in ländlichen Regionen und ihre Familien. Der Verband organisiert auf unterschiedlichen Ebenen Weiterbildungen und Veranstaltungen für Landfrauen in den verschiedensten Bereichen. Dazu gehören beispielsweise die Ausbildung von Ehrenamtlichen für die Verbandsarbeit, die Qualifizierung von Equal-Pay-Beraterinnen oder Weiterbildungen in den Bereichen Selbstständigkeit und Unternehmensgründung, Agrarpolitik, Hauswirtschaft, Ernährung, Gesundheit und anderes. Der dlv ist Initiator der Studie „Frauen.Leben.Landwirtschaft“, in der die Lebens- und Arbeitssituation von Frauen auf landwirtschaftlichen Betrieben beleuchtet wurde.
Der Deutsche Landfrauenverband hat 2011 die Berliner Erklärung unterzeichnet, engagiert sich in der Equal-Pay-Kampagne für Entgeltgleichheit und für Parität in den Parlamenten. Mit der bundesweiten Kampagne „Frauen!Wählen!“ hat sich der dlv für die Einführung einer Quote bei der Besetzung der Selbstverwaltungsorgane anlässlich der Sozialwahl in den Jahren 2013 und 2017 eingesetzt.
Die Aktivitäten des Deutschen Landfrauenverbandes konzentrieren sich nicht nur auf die nationale Zusammenarbeit. Auch international ist der Deutsche Landfrauenverband aktiv. Unterstützt vom Bundesministerium für wirtschaftliche Zusammenarbeit und Entwicklung (BMZ) engagierte sich der Verband von 2017 bis 2022 in Ghana mit dem Ziel, Landfrauen und Reisbäuerinnen in Ghana zu vernetzen, bei der Bewirtschaftung des Landes, dem Aufbau von Verkaufsstrukturen und verbandlichen Aktivitäten zu stärken. Seit 2022 erfolgt eine frauen- und entwicklungspolitische Zusammenarbeit mit Uganda mit Fokus auf Frauen in bäuerlichen Organisationen.

## Geschichte
Die Geschichte der Landfrauen geht historisch zurück auf die Gutsfrau Elisabet Boehm. In Rastenburg in Ostpreußen rief sie am 2. Februar 1898 den ersten landwirtschaftlichen Hausfrauenverein ins Leben. Ihre Motivation für diese Gründung sah Elisabet Boehm darin, durch hauswirtschaftliche und kulturelle Bildung die Lebens- und Arbeitsverhältnisse von Frauen im ländlichen Raum zu verbessern und ihnen Aus- und Weiterbildungen zu ermöglichen.
Im Zuge der Machtübernahme durch die NSDAP wurden 1934 die landwirtschaftlichen Hausfrauenvereine aufgelöst und in den Reichsnährstand eingegliedert.
Nach Ende des Zweiten Weltkrieges wurden bereits 1947 die ersten Landfrauenvereine als Nachfolgeorganisationen der landwirtschaftlichen Hausfrauenvereine wiedergegründet. Auf Initiative von Marie-Luise Gräfin Leutrum zu Ertingen schlossen sich dann am 20. Oktober 1948 Landfrauenverbände von Württemberg-Baden, Bayern, Bremen, Hessen-Nassau und Kurhessen, Niedersachsen-Hannover, Weser-Ems, Westfalen, Schleswig-Holstein und die Rheinische Landfrauenvereinigung zum Deutschen Landfrauenverband zusammen. Zu den Mitgründerinnen 1948 gehörten neben Marie-Luise Gräfin Leutrum, Idel Osswald, Marie Hüchting, Maria Baur, Lisa Handt, Helene Kunne, Maria Meyers, Cäcie Krey, Dora Garbade und Elisabeth Rhodovi.
Nach 1989 gründeten sich in den ostdeutschen Bundesländern ebenfalls Landfrauenverbände, die zwischen 1991 und 1993 dem Deutschen Landfrauenverband beitraten.

## Präsidentinnen
- 1948–1970: Marie-Luise Gräfin Leutrum zu Ertingen
- 1970–1986: Adelheid Lindemann-Meyer zu Rahden
- 1986–1987: Irmgard Reichhardt
- 1987–1999: Hedwig Keppelhoff-Wiechert
- 1999–2007: Erika Lenz
- 2007–2019: Brigitte Scherb
- seit 2019: Petra Bentkämper

## Landesverbände
Mitglieder im Deutschen Landesverband sind 22 Landes-Landfrauenverbände mit rund 430 Kreis- und mehr als 12.000 Ortsvereinen.
- Brandenburger Landfrauenverband
- Landesverband SaarLandFrauen
- LandFrauengruppe im Bayerischen Bauernverband
- LandFrauenverband Berlin
- LandFrauenverband Hamburg
- LandFrauenverband Hessen
- Land-Frauenverband Mecklenburg-Vorpommern
- LandFrauenverband Pfalz
- LandFrauenverband Rheinhessen
- LandFrauenverband Rheinland-Nassau
- LandFrauenverband Sachsen-Anhalt
- LandFrauenverband Schleswig-Holstein
- LandFrauenverband Südbaden
- LandFrauenverband Württemberg-Baden
- LandFrauenverband Württemberg-Hohenzollern
- LandFrauenverein Bremen
- Niedersächsischer LandFrauenverband Hannover
- Niedersächsischer LandFrauenverband Weser-Ems
- Rheinischer LandFrauenverband
- Sächsischer LandFrauenverband
- Thüringer Landfrauenverband
- Westfälisch-Lippischer LandFrauenverband

## Veröffentlichungen
- 1998: Engagiert auf dem Land. Landwirtschaftsverlag, Münster 1998, ISBN 3-7843-2917-9.
- 2013: Familieninterne Arbeitsteilung und Erwerbsentscheidungen in ländlichen Räumen. Eine qualitative Studie. In Kooperation mit Projektbüro Ländliche Räume.
- 2020: Studie zur Situation von gründungsinteressierten Frauen und Existenzgründerinnen im ländlichen Raum. In Kooperation mit Empirica AG.
- 2022: Frauen.Leben.Landwirtschaft. Fotobroschüre in Zusammenarbeit mit dem Thünen-Institut und der Universität Göttingen.